# Huitiupán

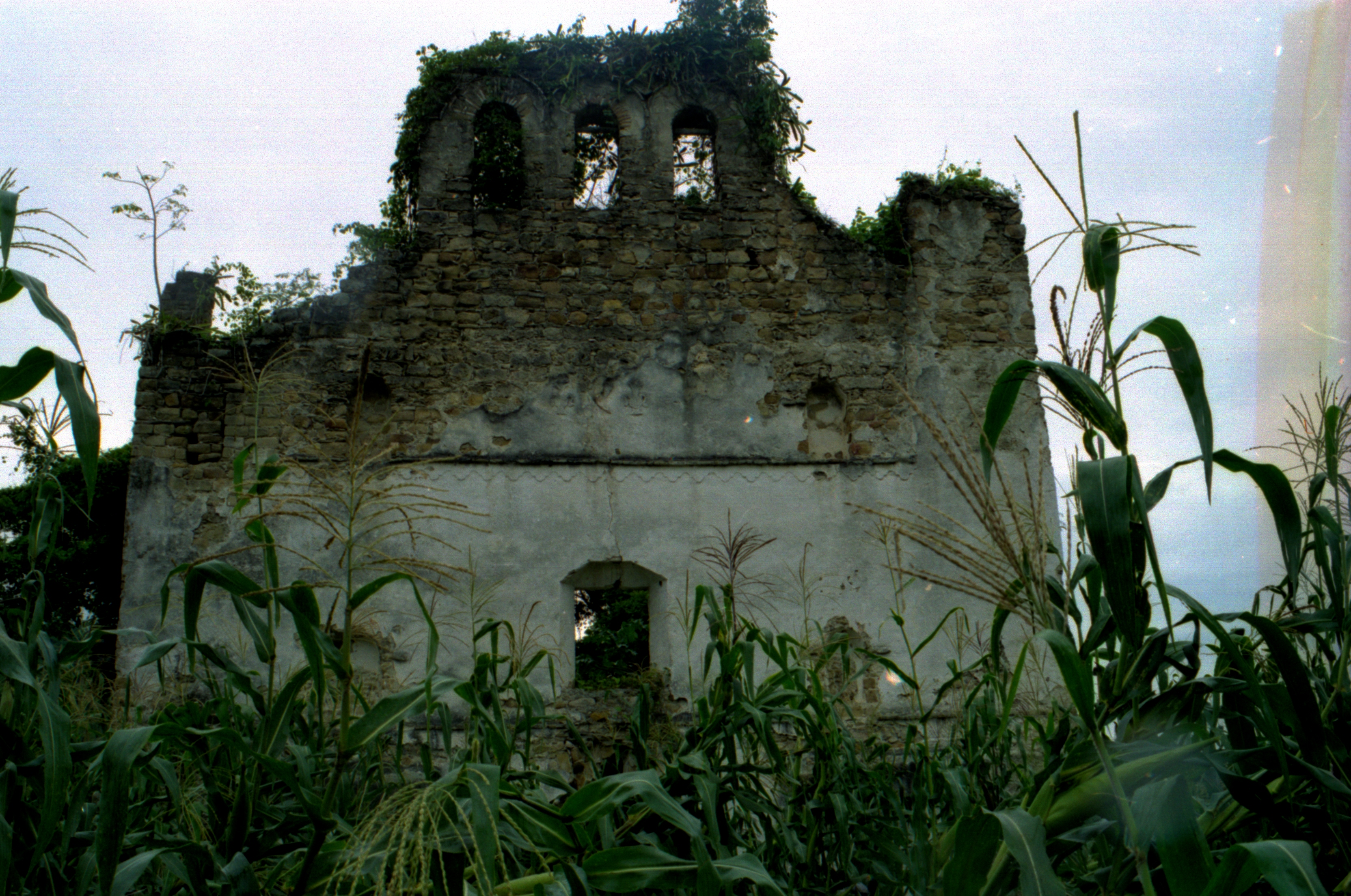
Ruína en San Pedro de Huitiupán

Huitiupán é um município do estado do Chiapas, no México. A população do município calculada no censo 2005 era de 20.087 habitantes.